# Edwin Lydén

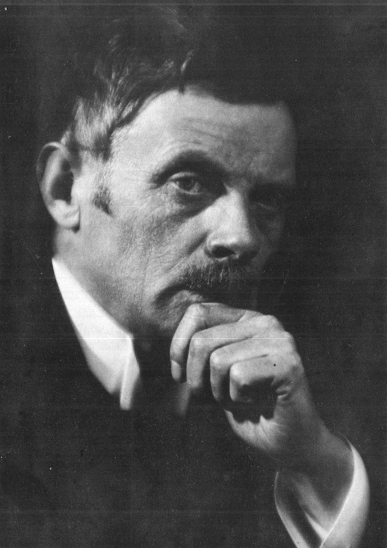
Edwin Lydén.

Edwin Leonhard Lydén, född 19 april 1879 i Letala, död 3 mars 1956 i Åbo, var en finländsk målare. 
Lydén studerade 1894–1899 vid Finska konstföreningens ritskola i Åbo och 1899–1906 vid Königliche Bayerische Academie der bildenden Künste i München. Han målade till en början symbolistiskt i tidens anda, men övergick till ett impressionistiskt ljusmåleri, som förbyttes i ett surrealistiskt uttryck, sedan han 1919–1920 i Berlin stiftat bekantskap med Kurt Schwitters och Paul Klees konst. Lydén var i slutet av 1920-talet en av den abstrakta konstens pionjärer i Finland och närmade sig på 1930-talet konkretismen. Bland hans offentliga arbeten märks altartavlan i Mellilä kyrka (1912). Lydén bidrog genom sin kritikerverksamhet i Uusi Aura och Turun Sanomat på 1920- och 1930-talen väsentligt till den så kallade Åbomodernismens genombrott och förde den moderna konstens talan i Åbo vid sidan av Otto Mäkilä. 
Lydén medarbetade som satirisk karikatyrtecknare i tidens talrika skämtblad och tillfälliga publikationer. På 1940-talet hamnade han i en konstnärlig återvändsgränd och målade mest religiösa motiv och stilleben. Han verkade 1921–1949 som teckningslärare i olika läroverk. Han tilldelades Pro Finlandia-medaljen 1954. En minnesutställning över Lydén hölls som den första specialutställningen i Wäinö Aaltonens museum i Åbo 1967.